# Hylescirtacris calamitosa
Hylescirtacris calamitosa är en insektsart som beskrevs av Marius Descamps 1978. Hylescirtacris calamitosa ingår i släktet Hylescirtacris och familjen gräshoppor. Inga underarter finns listade i Catalogue of Life.